# La Barranca, Zitácuaro
La Barranca är en ort i Mexiko.   Den ligger i kommunen Zitácuaro och delstaten Michoacán de Ocampo, i den södra delen av landet, 120 km väster om huvudstaden Mexico City. La Barranca ligger 2 426 meter över havet och antalet invånare är 887.
Terrängen runt La Barranca är huvudsakligen kuperad, men åt nordost är den bergig. Runt La Barranca är det tätbefolkat, med 308 invånare per kvadratkilometer. Närmaste större samhälle är Heróica Zitácuaro, 10,0 km väster om La Barranca. Omgivningarna runt La Barranca är en mosaik av jordbruksmark och naturlig växtlighet.